# Inwood Country Club
De Inwood Country Club is een countryclub in de Verenigde Staten. De club werd opgericht 1901 en bevindt zich in Inwood, New York. De club beschikt over een 18-holes golfbaan, opgericht in 1906, en werd ontworpen door de golfbaanarchitecten William Exton en Arthur Thatcher. Oorspronkelijk werd de golfbaan in 1901 opgericht als een 9 holesbaan.

## Golftoernooien
Het eerste golftoernooi dat de club ontving was het PGA Championship, in 1921, en werd gewonnen door Walter Hagen. In 1923 ontving de club het US Open waar Bobby Jones zijn eerste major won.
Voor het golftoernooi is de lengte van de baan 6078 m met een par van 72. De course rating is 73,1 en de slope rating is 131.
- PGA Championship: 1921[5]
- US Open: 1923[4]

## Trivia
- Naast een golfbaan, beschikt de club ook over tien tennisbanen.[6][7]